# Pluto som polishund
Pluto som polishund (även Pluto som deckare) (engelska: The Purloined Pup) är en amerikansk animerad kortfilm med Pluto från 1946.

## Handling
Pluto är polishund och har fått i uppdrag att spåra upp bulldoggen Butch som kidnappat hunden Ronnie.

## Om filmen
Filmen hade svensk premiär den 23 september 1946 och visades på biografen Spegeln i Stockholm.

## Rollista
- Pinto Colvig – Pluto
- Clarence Nash – Butch[6]